# Mistrzostwa świata juniorów do lat 10 w szachach
Mistrzostwa świata juniorów do lat 10 w szachach – rozgrywki szachowe mające na celu wyłonienie najlepszych juniorów świata w kategorii wiekowej do 10 lat, organizowane corocznie od 1986 roku. Do 2005 grupa do 10 lat była najmłodszą grupą wiekową, od 2006 rozgrywane są zawody w kategorii do 8 lat.
Zwycięzcom turniejów dziewcząt i chłopców Międzynarodowa Federacja Szachowa przyznaje tytuły mistrzyni i mistrza FIDE (o ile nie byli oni do tej pory zawodnikami utytułowanymi). Jeśli pierwsze miejsce dzielone było przez nie więcej niż trzy osoby, każda z nich otrzymuje ten tytuł.
| Rok  | Miasto          | Juniorzy                                                                  | Juniorki                                                                   | Źródło |
| ---- | --------------- | ------------------------------------------------------------------------- | -------------------------------------------------------------------------- | --- |
| 1986 | San Juan        | 1. Jeff Sarwer 2. Angel Mera Cedeno 3. Alexander Hernandez                | 1. Julia Sarwer                                                            | |
| 1987 | San Juan        | 1. John Viloria 2. Giovanni Vescovi 3. Igor Martinez                      | 1. Susan Urminska 2. Maria Santori 3. Emilse Barrios                       | |
| 1988 | Timișoara       | 1. John Viloria 2. Horge Hasbun 3. Francisc Nemeth                        | 1. Corina-Isabela Peptan 2. Monika Bobrowska 3. Edit Lendvai               | "Szachy" nr 10/1988, str. 233 |
| 1989 | Aguadilla       | 1. Irwin Irnandi 2. Rafael Leitão 3. Péter Lékó                           | 1. Antoaneta Stefanowa 2. Anca Andriana 3. Maria Blanco Acevedo            | "Szachy" nr 10/1989, str. 246 |
| 1990 | Fond du Lac     | 1. Nawrose Nur 2. Alin Berescu 3. Adrien Leroy                            | 1. Evelyn Moncayo Romero 2. Claudia-Ramona Bilciu 3. Jovanka Houska        | "Szachy" nr 9/1990, str. 199 |
| 1991 | Warszawa        | 1. Adrien Leroy 2. Francisco Vallejo Pons 3. Surya Ganguly                | 1. Carmen Voicu 2. Regina Pokorná 3. Alina Calota                          | "Szachista" nr 9/1991, str. 258 |
| 1992 | Duisburg        | 1. Luke McShane 2. Aleksandr Griszczuk 3. Étienne Bacrot                  | 1. Parwana Ismaiłowa 2. Olga Zimina 3. Regina Pokorná                      | "Szachista" nr 9/1992, str. 268 |
| 1993 | Bratysława      | 1. Étienne Bacrot 2. Jordy Mont-Reynaud 3. Surya Ganguly                  | 1. Ana Matnadze 2. Ljubka Georgiewa 3. Maria Siergiejewa                   | "Szachista" nr 10/1993, str. 296 |
| 1994 | Segedyn         | 1. Siergiej Griszczenko 2. Vlad-Cristian Jianu 3. Faik Aleskerow          | 1. Swietłana Czeredniczenko 2. Aleksandra Kostieniuk 3. Zhao Dindin        | "Szachista" nr 10/1994, str. 294 |
| 1995 | São Lourenço    | 1. Boris Graczow 2. Lewan Aroszidze 3. Marani Venkatesh                   | 1. Alina Motoc 2. Elisabeth Pähtz 3. Tamara Cereteli                       | "Szachista" nr 2/1996, str. 40 |
| 1996 | Cala Galdana    | 1. Pentala Harikrishna 2. Vüqar Həşimov 3. Teymur Rəcəbov                 | 1. Marija Kursowa 2. Tatjana Kosincewa 3. Tamara Czistiakowa               | "Szachista" nr 12/1996, str. 369 |
| 1997 | Cannes          | 1. Sayed Javad Alavi 2. Teymur Rəcəbov 3. Wang Yue                        | 1. Humpy Koneru 2. Nana Dzagnidze 3. Hoàng Thị Bảo Trâm                    | "Szachista" nr 2/1998, str. 41 brasilbase.pro.br |
| 1998 | Oropesa del Mar | 1. Jewgienij Romanow 2. Alexandr Fier 3. Walentin Jotow                   | 1. Wiera Niebolsina 2. Swietłana Wasylkowa 3. Bela Chotenaszwili           | "Szachista" nr 12/1998, str. 371 brasilbase.pro.br |
| 1999 | Oropesa del Mar | 1. Dmitrij Andriejkin 2. Li Haoyu 3. Wang Hao                             | 1. Kateryna Łahno 2. Wiera Niebolsina 3. Walentina Gunina                  | szachowavistula.pl |
| 2000 | Oropesa del Mar | 1. Nguyễn Ngọc Trường Sơn 2. Dmitrij Andriejkin 3. Maxime Vachier-Lagrave | 1. Tan Zhongyi 2. Dronavalli Harika 3. Anna Muzyczuk                       | |
| 2001 | Oropesa del Mar | 1. Tamas Fodor 2. Lê Quang Liêm 3. Matas Narmontas                        | 1. Tan Zhongyi 2. Marija Muzyczuk 3. Jelena Tairowa                        | |
| 2002 | Heraklion       | 1. Eltac Səfərli 2. Ding Liren 3. Sanan Siugirow                          | 1. Lara Stock 2. Mitra Hejazipour 3. Jovana Vojinović                      | |
| 2003 | Kalitea         | 1. Sanan Siugirow 2. Teja Ravi 3. Renato Terry                            | 1. Hou Yifan 2. Mitra Hejazipour 3. Nazi Paikidze                          | |
| 2004 | Heraklion       | 1. Yu Yangyi 2. Jules Moussard 3. Hou Yifan                               | 1. Meri Arabidze 2. Nino Anakidze 3. Aleksandra Lach                       | WORLD YOUTH CHESS CHAMPIONSHIPS 2004 Heraklio, Crete - GREECE, November 3-14 Categories for Boys & Girls under 10, 12, 14, 16 & 18 GENERAL REGULATIONS |
| 2005 | Belfort         | 1. Sahaj Grover 2. Iwan Bukawszyn 3. Ülvi Bacarani                        | 1. Wang Jue 2. Aleksandra Lach 3. Anna Iwanow                              | |
| 2006 | Batumi          | 1. Girish Koushik 2. Irakli Beradze 3. Krishna Sai                        | 1. Cholleti Sahajasri 2. Ulwija Fatalijewa 3. Zhai Mo                      | |
| 2007 | Kemer           | 1. Wang Tongsen 2. Michaił Antipow 3. Bajaj Prince                        | 1. Anna Stjażkina 2. Sarah Chiang 3. Guo Yuefan                            | World Youth Championship – and the winners are... |
| 2008 | Vũng Tàu        | 1. Jan-Krzysztof Duda 2. Xu Yi 3. Wang Yiye                               | 1. Aleksandra Goriaczkina 2. Li Zhuoling 3. Anastasia Patricks             | |
| 2009 | Antalya         | 1. Bai Jinshi 2. Karthikeyan Murali 3. Zhang Han                          | 1. Gunaj Mammadzada 2. Ivana Maria Furtado 3. Ajdan Chodżatowa             | |
| 2010 | Porto Karas     | 1. Jason Cao 2. Jeffrey Xiong 3. Abhimanyu Puranik                        | 1. Davaademberel Nominerdene 2. Żansaja Abdumalik 3. Aleksandra Obolencewa | |
| 2011 | Caldas Novas    | 1. Zhu Yi 2. Li Ruifeng 3. V.Rathanvel                                    | 1. Aleksandra Obolencewa 2. Wiktoria Radewa 3. Çağıl Irmak Arda            | |
| 2012 | Maribor         | 1. Nguyễn Anh Khôi 2. Szant Sargsian 3. Ram Aravind                       | 1. N. Priyanka 2. Olga Badelka 3. Aleksandra Malcewska                     | |
| 2013 | Al-Ajn          | 1. Awonder Liang 2. David Peng 3. Paweł Teclaf                            | 1. Salonika Saina 2. Motahare Asadi 3. C. Lakshmi                          | |
| 2014 | Durban          | 1. Nihal Sarin 2. Nodirbek Abdusattorov 3. Dmitrij Czoj                   | 1. Divya Deshmukh 2. Bibissara Asaubajewa 3. Motahare Asadi                | |